# عبد العزيز عاشور
عبد العزيز عاشور هو لاعب كرة قدم كويتي سابق. وقد كان يلعب مع نادي العربي الكويتي، وقد كان هداف كأس الأمير 1995/1996 برصيد 3 أهداف. ويشغل حالياً منصب رئيس نادي العربي الكويتي.